# Batalla de Erbach
La batalla de Erbach fue una batalla de las Guerras Revolucionarias Francesas librada el 15 de mayo de 1800. Las fuerzas del Consulado francés, dirigidas por Sainte-Suzanne. Las fuerzas de los Habsburgo fueron dirigidas por el barón Paul Kray. Los franceses tenían 15 000 soldados, mientras que los austriacos tenían 36 000 soldados, incluyendo 12 000 de caballería. Los austriacos atacaron vigorosamente, pero no pudieron derrotar a las fuerzas francesas. Los franceses mantienen sus posiciones principales durante 12 horas, hasta que la aproximación del cuerpo de St Cyr obligó a los austriacos a retirarse. Ambas partes sufrieron grandes bajas.

## Contexto
Del 27 de abril al 2 de mayo de 1800, el ejército francés comandado por Moreau, con unos 100.000 efectivos, cruzó el Rin para entablar batalla entre el Danubio y el lago de Constanza. El ejército austríaco comandado por Kray se enfrentó a él el 3 de mayo en Engen y Stockach, pero allí fue derrotado. Luego, los imperiales se retiraron hacia el este y quedaron atrapados en Moesskirch el día 5 y en Biberach el día 9. Cuando los franceses llegaron a Memmingen, el general Kray, temiendo quedar aislado de Ulm , que le servía como base de operaciones, decidió reagruparse. alrededor de este pueblo donde el General Sztáray se une a él desde el norte. Moreau continuó su avance hacia el este y se apoderó de Augsburgo el 13 de mayo, dejando el cuerpo de Sainte-Suzanne como cobertura en el Danubio cerca de Ulm.
Después de una batalla final en las afueras de Ulm, el cuerpo de Sainte-Suzanne se instaló en la margen izquierda del Danubio, con la división Legrand ocupando la derecha de este dispositivo, alrededor de Erbach.

## Desarrollo
A las 4 a. m. del 16 de mayo, el archiduque Juan atacó a la división de Legrand al frente de la caballería austríaca, 12.000 efectivos en total. Los franceses primero son rechazados en los pueblos de Erbach y Pappelau mientras la infantería austriaca avanza entre el Blau y el Danubio, con el objetivo de aislar a Legrand de su apoyo en el río. Doblados ante los repetidos asaltos de la fuerte caballería austriaca, los franceses retrocedieron lentamente, llegando a Donaurieden y Ringingen, 3  km más atrás, a las 9 a. m., luego continuaron su retirada hacia Dischingen, lo que permitió reforzar la posición francesa, muy tumbados el comienzo del día.
En este punto, los austriacos habían logrado separar las divisiones de Souham y Legrand, por lo que esta última envió a su ayudante de campo Laval al frente de dos compañías de granaderos para apoderarse de un bosque en manos de más de 1.500 austriacos. La operación tuvo éxito, se restableció el contacto entre los diversos elementos del cuerpo de Sainte-Suzanne, que se puso al frente de una brigada para asegurar la posición capturada por los granaderos de Laval.
A primera hora de la tarde, el cuerpo de Gouvion-Saint-Cyr, que se había quedado en la margen derecha del Danubio y había sido advertido del ataque, consiguió echar una mano al de Sainte-Suzanne cañoneando a las escuadras austríacas. de las colinas que dominan el Danubio en este punto. Sin saber el alcance de los refuerzos, el comandante austríaco decidió regresar a Ulm.